# マスード・ショジャエイ
マスード・ショジャエイ・ソレイマニ（ペルシア語: مسعود شجاعی سليمانی, ラテン語: Masoud Shojaei Soleimani, 1984年6月9日 - ）は、イラン・シーラーズ出身の元同国代表サッカー選手。現役時代のポジションはMF。ポジションは、サイドハーフでトップ下やウイングもこなす。

## クラブ経歴
シーラーズに生まれたショジャエイは、19歳の頃に地元のサナト・ナフト・アーバーダーンFCでプロキャリアを始め、翌シーズンにサイパFCへ移籍した。20歳の頃にチームを去ることに疑問を感じていたが、従兄弟のサミに"世界的な名声を得るなら戦い続けろ"と言われたことで考えを改めた。
サイパで3シーズン過ごし2006 FIFAワールドカップ後、同胞のラスール・ハティービーと共にUAEリーグのアル・シャールジャSCCに1年契約120万ドルで加入。10月3日のエミレーツ・クラブ戦でリーグ初得点を決めた。
2008年6月23日、以前からドイツのVfLヴォルフスブルクとイタリアのSSCナポリから関心を寄せられていたが、同胞のジャバド・ネクナムと共に自由移籍でスペインのCAオサスナへ3年契約で加入。この取引には、最初の1年半は600万ユーロ, 以降は350万ユーロに減額とするバイアウト条項が含まれていた。
2008年8月31日、ホームで1-1と引き分けたビジャレアルCF戦でリーガデビューを果たし、32分プレーした。加入してから2シーズンは主に途中出場の役割が多かったが、ホセ・アンヘル・シガンダからホセ・アントニオ・カマーチョに監督が交代すると先発の座を掴んだ。
2010-11シーズンは、再びレギュラーとしてプレーしていたが、AFCアジアカップ2011に参加するため約1ヶ月間離脱することになった。5月下旬にクラブと年次更新のオプション付きで2シーズン契約延長した。
負傷により、2011-12シーズン全試合を欠場した。

## 代表経歴
サイパFCでのパフォーマスからU-23代表に招集され、さらにA代表のブランコ・イバンコビッチ監督の目を引いた。
2004年11月、2006 FIFAワールドカップ・アジア予選のラオス戦でA代表に初招集されデビューした。出場はこの1試合のみだったが、2006 FIFAワールドカップに向けたスイスでのトレーニングキャンプのメンバーに選ばれ、本大会のメンバー入りを果たした。しかし、1-1と引き分けたアンゴラ戦でモハマド・ノスラティに代わり出場したのみだった。
2010 FIFAワールドカップ・アジア予選は定期的にプレーし、サウジアラビア戦と最終節の韓国戦で得点を挙げた。2009年6月の韓国戦で改革派支持を示す緑色のリストバンドをつけて試合に出場したことで主力4人が無期出場停止処分を受ける出来事があった。アリ・カリミやメフディ・マハダヴィキア等が処分を受けたが、ショジャエイとジャバド・ネクナムは後半からリストバンドを外したため処分を免れた。

## 家族
6人の兄弟がおり、うち2人がサッカーに携わっている。

## 代表歴

### 出場大会
- イラン代表
  - 2006 FIFAワールドカップ
  - 2014 FIFAワールドカップ
  - 2018 FIFAワールドカップ

### 試合数
- 国際Aマッチ 87試合 8得点（2004年-2019年）[5]

| イラン代表 | 国際Aマッチ | 国際Aマッチ |
| 年         | 出場        | 得点        |
| ---------- | ----------- | ----------- |
| 2004       | 1           | 0           |
| 2005       | 0           | 0           |
| 2006       | 4           | 0           |
| 2007       | 3           | 0           |
| 2008       | 10          | 0           |
| 2009       | 10          | 3           |
| 2010       | 5           | 1           |
| 2011       | 4           | 0           |
| 2012       | 3           | 0           |
| 2013       | 8           | 1           |
| 2014       | 7           | 0           |
| 2015       | 8           | 2           |
| 2016       | 5           | 1           |
| 2017       | 3           | 0           |
| 2018       | 11          | 0           |
| 2019       | 5           | 0           |
| 通算       | 87          | 8           |

## タイトル
A.E.K
- スーパーリーグ : 2017-18

トラークトゥール・サーズィー
- ハズフィー・カップ : 2019-20

ナッサジ・マーザンダラーン
- ハズフィー・カップ : 2021-22